# 凱特絲蓓紐約
凯特丝蓓纽约（英語：Kate Spade New York）是由凱特·絲蓓（英語：Kate Spade）和安迪·斯派德（英語：Andy_Spade）于1993年1月创立的美国时尚公司。2017年，该公司被挂毯公司（英語：Tapestry, Inc.，前身为蔻驰公司）收购。

## 公司历史

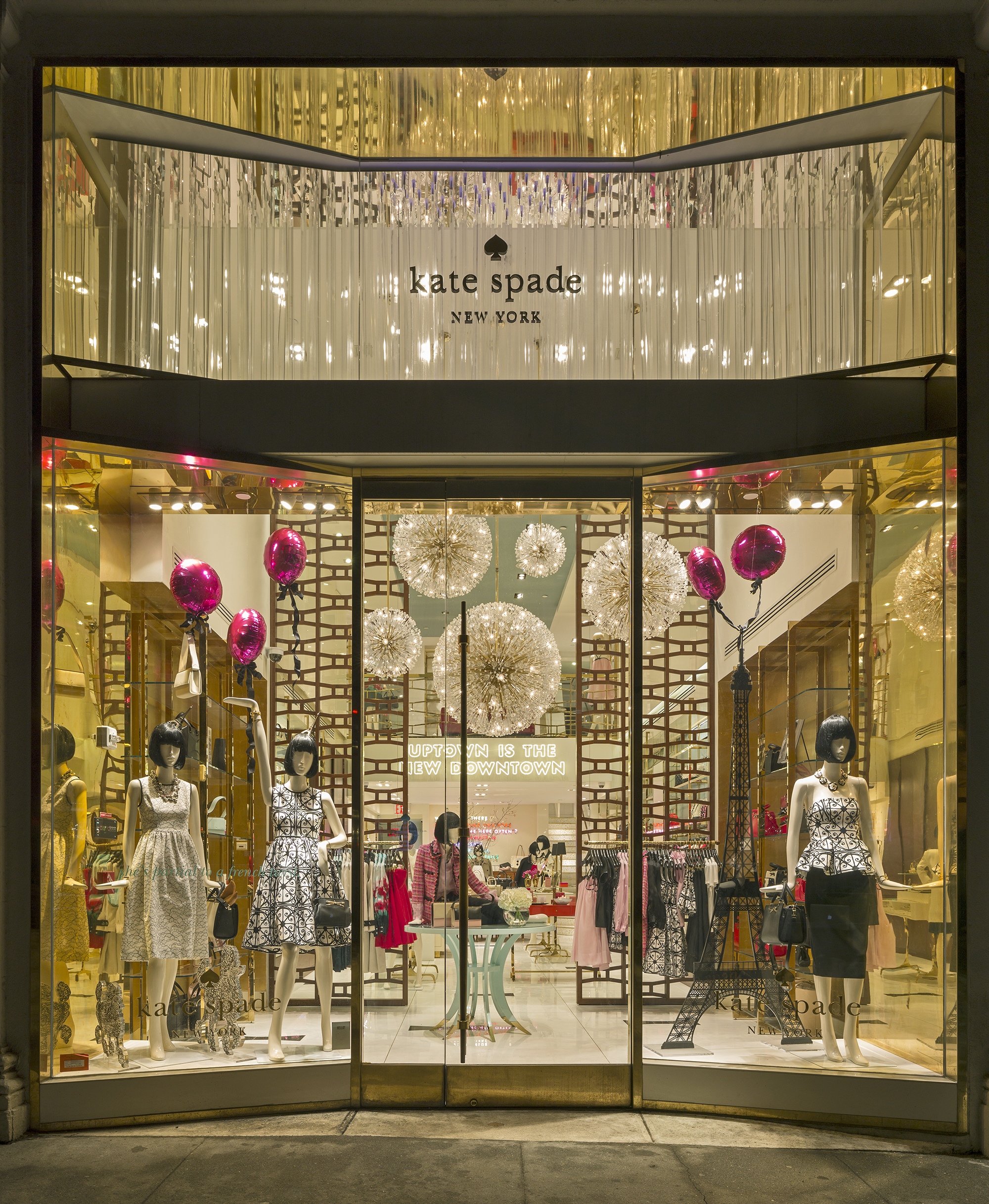
位于麦迪逊大道的门店

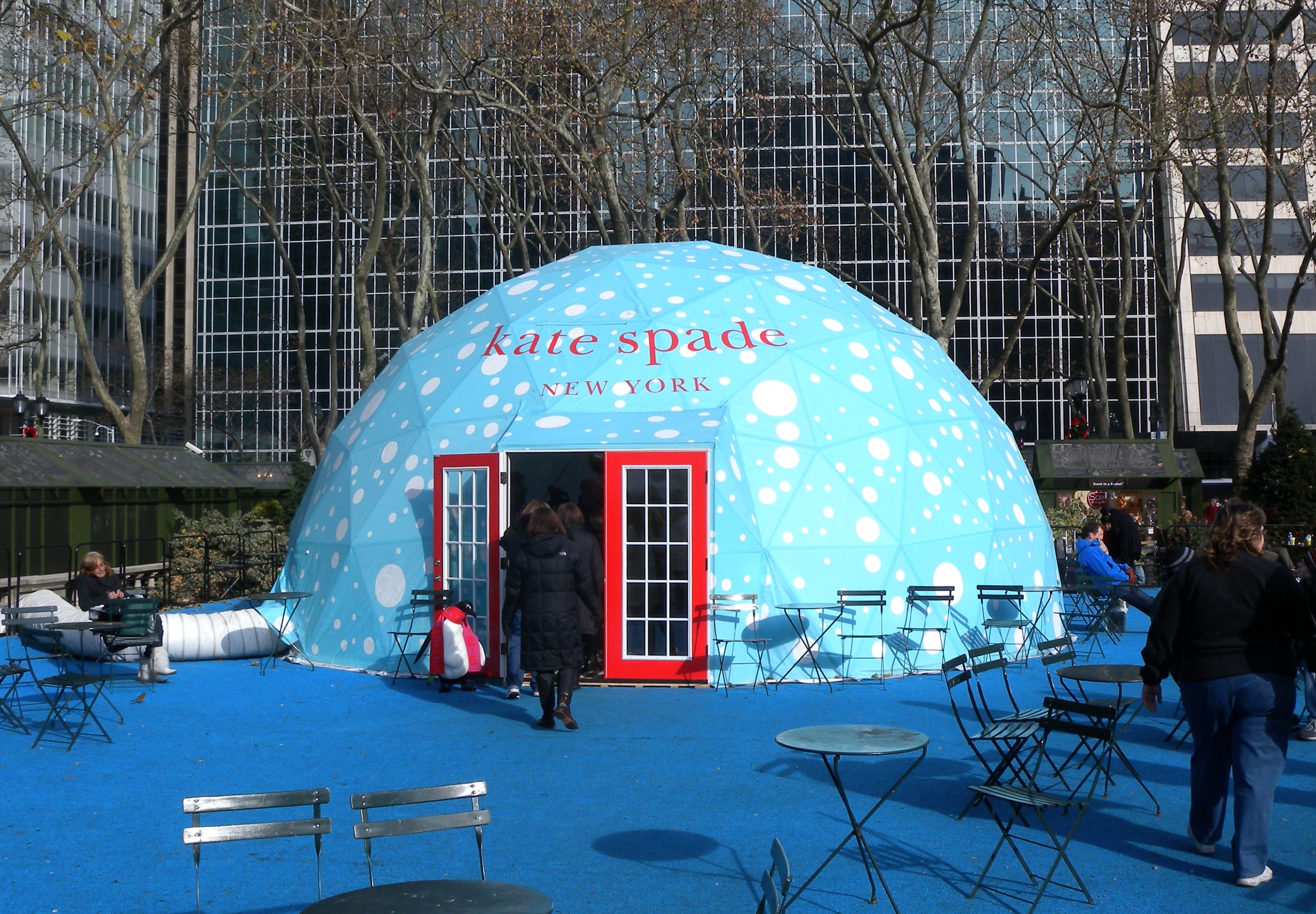
纽约的临时商店

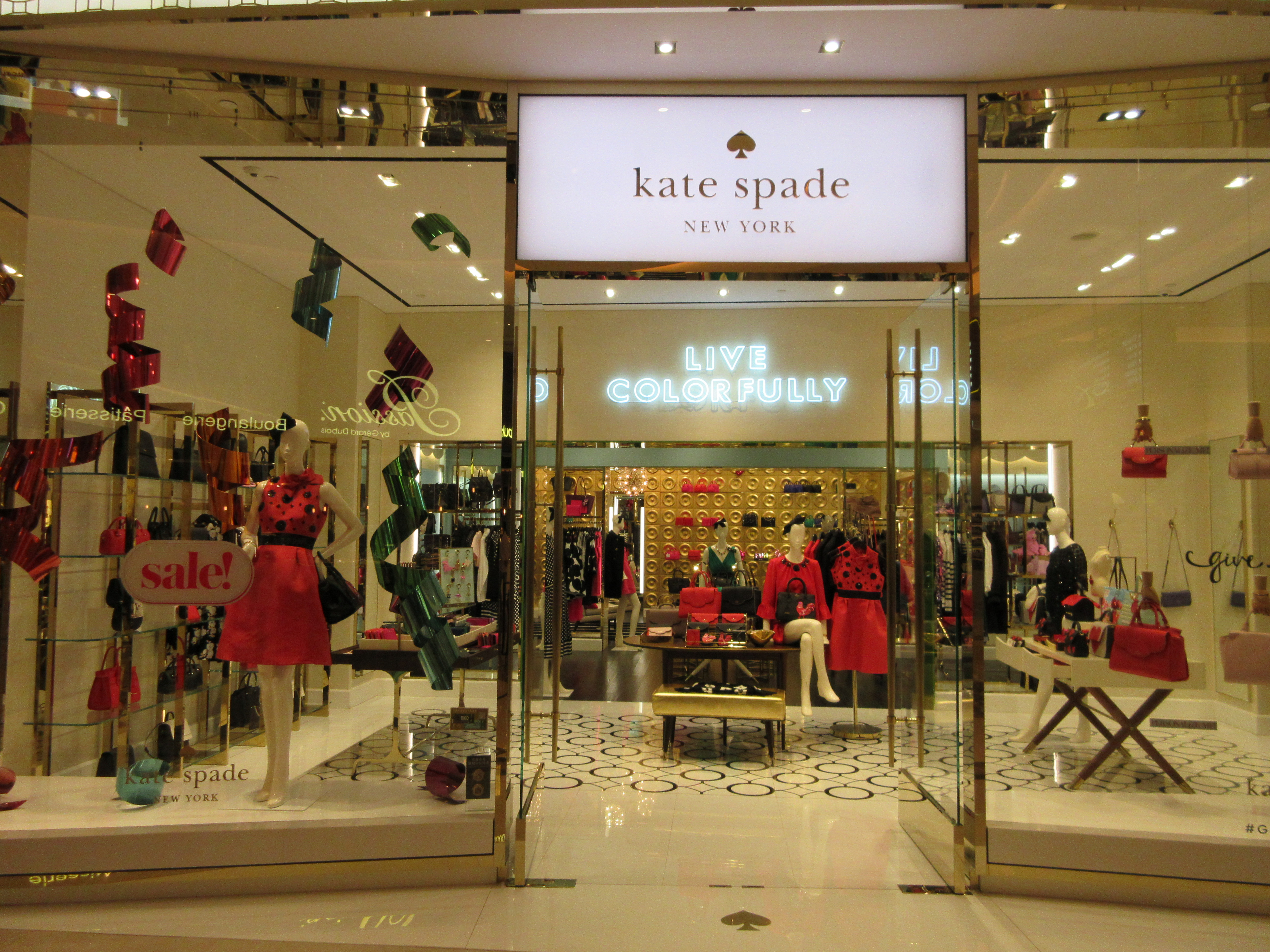
凱特絲蓓澳門銀河門店。

### 创业
凯瑟琳·诺埃尔·布罗斯纳安（英語：Katherine Noel Brosnahan，即后来的凱特·絲蓓）于1962年12月24日出生于密苏里州堪萨斯城，并于堪萨斯城长大，就读于一所天主教女子高中。后来她搬到了亚利桑那州，进入亚利桑那州立大学就读，并于1985年毕业。也是在该地遇到了她后来的丈夫安迪·斯派德。彼时凯瑟琳主修新闻学，而安迪主修建筑学。
1986年，完成学业后，这对夫妇搬到了纽约市。在纽约，凯瑟琳担任杂志《Mademoiselle》的时尚编辑，于1991年离开（当时的头衔是高级编辑/配饰主管）。离开后的她创办了自己的手提包系列。为了获得灵感，凯特浏览了当地的跳蚤市场和二手商店。她还研究了制作自己手提包的款式、面料和潜在的生产成本。该团队逐步积累社会资源，直到其有能力创办一家备受瞩目的公司。

### 初创阶段
凯特丝蓓纽约由凯瑟琳·诺埃尔·布罗斯纳安和她的丈夫，同时也是合伙人的安迪·斯派德于1993年创立。在凯瑟琳在《Mademoiselle》工作六年后不确定自己的下一个职业方向时，安迪的建议促成了凯特丝蓓纽约的诞生。最初，这家公司是从Sam手提包起家的。最终，安迪从他的401K账户中提取了3.5万美元用于资助凯瑟琳手提包的生产。她的首个系列将经典的形状、颜色和面料融入到一个如今已成为标志性的方形包中，包的外部缝有一小黑色标签，上书“Kate Spade New York”（凯特丝蓓纽约）。她当时的主要目标市场是上层中产阶级。
1996年，丝蓓的公司在纽约市苏豪区开设了第一家门店。克利夫兰市场调研公司（英語：Cleveland Research Co.）的一位记者认为该品牌具有增长潜力，推荐购买该品牌的股票，之后凯特丝蓓纽约在八个月内迅速崛起。
1998年之后，公司开始扩张，销售额达到2700万美元。1999年，尼曼百货集团斥资3400万美元收购了该公司56%的股份。2006年，当尼曼百货集团以5940万美元收购凯特丝蓓剩余的44%股份时，据报道收入接近9900万美元。此次收购对该公司的估值为1.34亿美元。

### 后期阶段
2004年，凯特丝蓓在美国仅经营13家门店，并且不向境外出货（Cohen 198）。最初该公司仅销售手提包，而后来扩展到包括文具、个人记事本、通讯录、鞋子、美容产品、香水、雨衣、睡衣、眼镜和服装。而现在则拥有一个完整的女装系列。该企业的服装和手提包系列在美国各地的零售店都有售。产品方便快捷地持续运往世界各地。到2004年，Kate Spade & Company的市值达到7000万美元，不包含其附属公司Jack Spade。凱特絲蓓在全球拥有超过180家门店，并在全球400多家门店销售其产品(Cohen 198)。凯特和安迪从“毫无特色的黑钱包”（“the nothing black bag”）到富有创意的个性化钱包，再到后来从简单的托特包到家居装饰和床上用品，创造了各种商品。
2006年11月，服装巨头Liz Claiborne Inc.以1.24亿美元的价格从尼曼百货集团手中收购了凱特絲蓓。安迪·斯派德最初负责公司运营，但在2007年公司出售后，运营控制权移交给了Liz Claiborne。凱特絲蓓扩大了其零售店，包括Kate Spade New York Outlets。该品牌在美国各地拥有超过47家奥特莱斯店。奥特莱斯以折扣价提供凱特絲蓓纽约手提包、服装、珠宝和配饰。凯特丝蓓纽约产品也在包括Nordstrom、Macy's和Dillard's在内的主要百货公司销售。在这些主要百货公司可以找到凱特絲蓓纽约手提包、服装、珠宝、配饰和家居产品。Kate Spade Home的产品也在Bed, Bath and Beyond销售。截至2017年1月，凱特絲蓓纽约还与Williams Sonoma合作推出了一个独家系列，包括餐具、玻璃器皿和扁平餐具。
掛毯公司于2017年7月以24亿美元收购了Kate Spade & Company。
2018年6月，在凱特·絲蓓自杀身亡后，掛毯公司宣布了一项捐赠100万美元用于心理健康宣传的计划，该计划首先向危机短讯专线捐赠了25万美元。

## 公司

### 商品

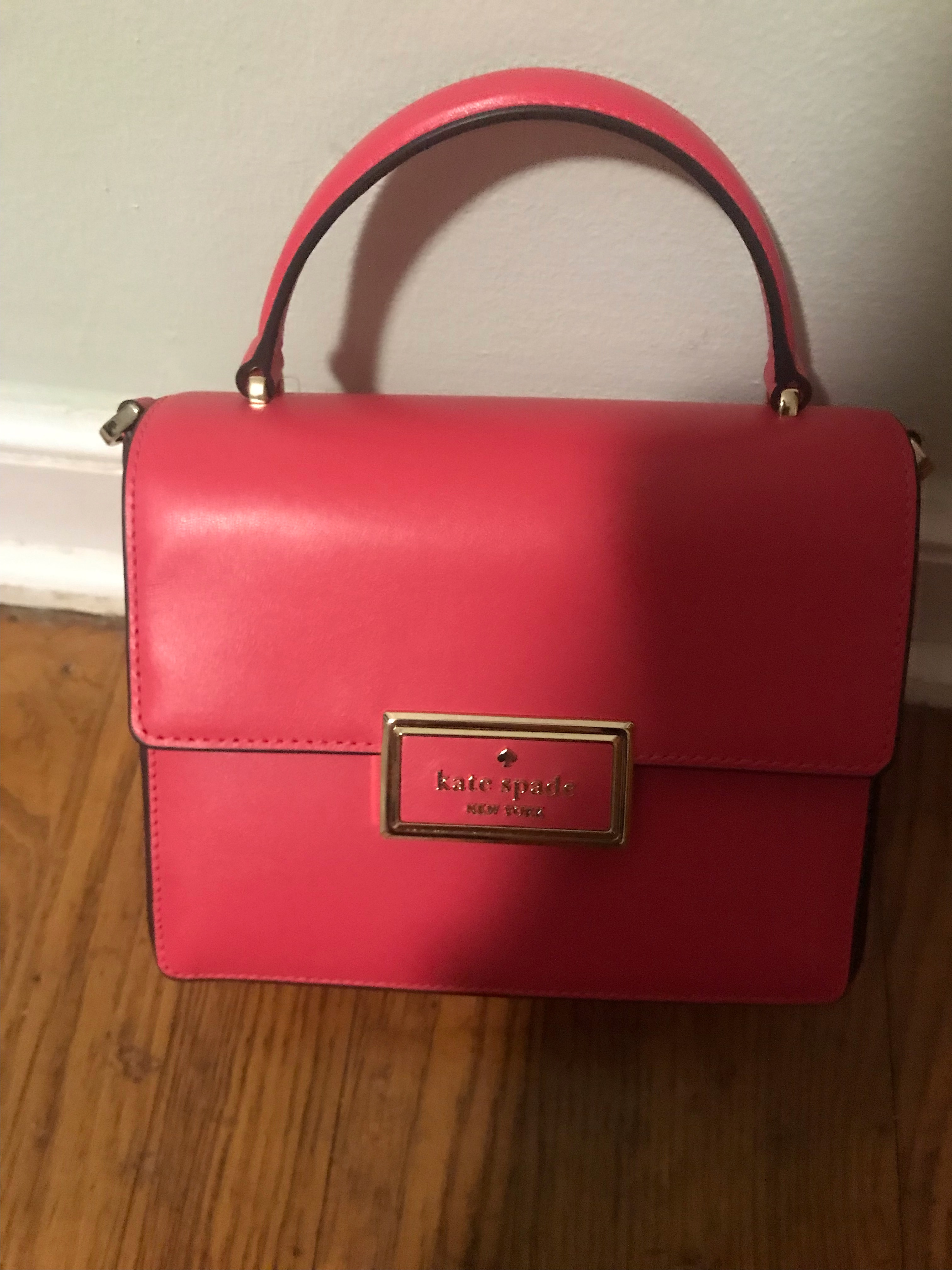
凯特丝蓓纽约的粉色包，长肩带收于包后。

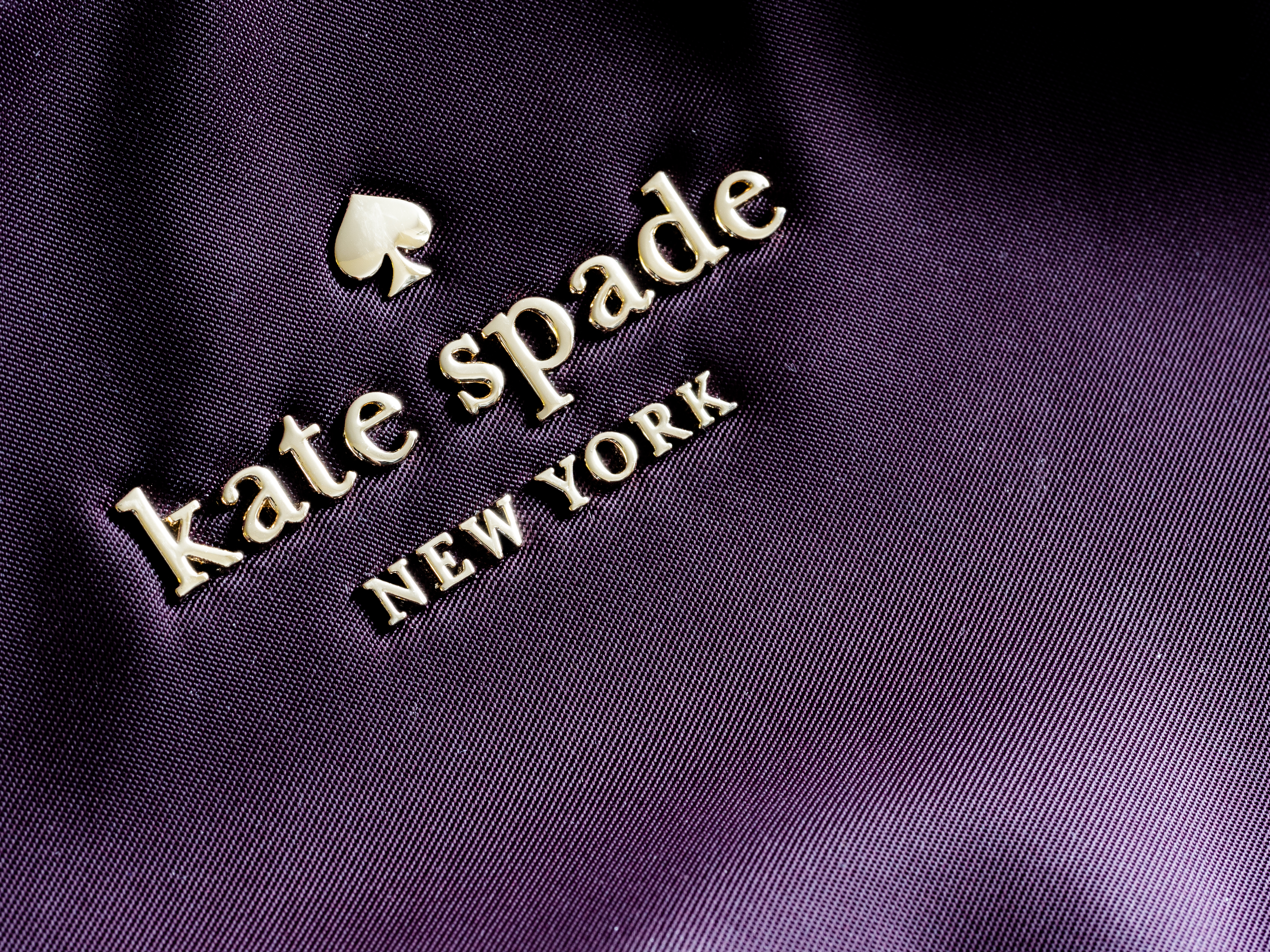
Kate Spade New York标志之应用。

凱特絲蓓的第一个手提包于1993年1月售出。在最初的产品发布后不久，新的系列问世，包含眼镜、珠宝和其他小型配饰（winter 36）。2007年，“kate spade at home”作为家居系列品牌推出。它以床上用品、卫浴用品、瓷器和各种家居用品及壁纸为特色。2013年4月，凱特絲蓓纽约推出了一款名为Live Colorfully的新香水。该品牌之前的香水包括2003年的凱特絲蓓和2010年的Twirl。Live Colorfully是一款内部制作的香水，标志着该品牌成立20周年。Spade售出的每件产品都经过包装，每件产品都有一张卡片，上面描述了Kate和Andy走向成功的历程。

## Jack Spade
Jack Spade是Kate Spade品牌的男士配饰品牌。该品牌作为一家独立企业运营，拥有自己的视觉标识、网站、电子商务平台和实体店。在其23年的运营过程中，Jack Spade的大部分时间都是一个男士服饰系列。Jack Spade的产品系列包括一整套男士服饰，以其包袋而闻名，但也生产小型皮具（如钱包、护照夹、零钱包和手机壳）、服装（包括所有类型的男装）、手表和科技产品。美国、英国和日本的零售店由Steven Sclaroff设计，并展现“现代男性气质”。

### 男士包袋
Jack Spade包袋面向男性顾客。
Jack Spade包袋很容易通过品牌标签（或热压印章）识别，该标签始终位于包袋的一角。最初的Jack Spade包袋的特点是在翻盖或面板的一角缝有绣着“Jack Spade, Warren Street, New York”字样的黑色布标签。较新的包袋则采用热压印“Jack Spade”或缝在布料或皮革贴片上的“Jack Spade, New York”字样。所有Jack Spade包袋的内部都有一个布料识别贴片，供包袋主人填写。
所有Jack Spade包袋都按系列命名。例如，该品牌的主打产品之一是Wayne旅行袋，每个季度都会采用新材料重新设计。

#### 斜挎包
Jack Spade以其众多系列的斜挎包而闻名。通常设计为单层皮革包，用翻盖和两个按扣固定。

#### 旅行袋
Jack Spade的男士旅行袋系列是该品牌最知名的包袋之一。“Wayne”和“Nolan”等系列是该品牌系列中的常青款。Wayne旅行袋采用各种材料制成，主要是皮革、尼龙和帆布；并包括一个宽敞的内部空间、四个金属支脚和一个可拆卸的肩带。

#### 煤袋
Jack Spade从20世纪20年代工程师用来装煤的袋子中汲取灵感，用重型工业帆布为男士设计了大型托特包。多年来，这些煤袋经过更新和重新设计，加入了流行色（或Jack Spade惯用的“浸染”色）等设计元素，并采用皮革、绒面革、帆布和尼龙重新制作。
一款特别版20周年纪念煤袋采用做旧的工业帆布设计，包袋正面右侧印有“JACK”字样。这些包袋有做旧蓝色帆布配白色轮廓和米色帆布配橙色轮廓两种款式。

### Jack Spade的衰落
在Kate Spade被掛毯公司（前身为蔻驰集团）收购后，所有Jack Spade门店于2015年1月永久关闭，Kate Spade Saturday也随之关闭。实体店的关闭促使该品牌标志性的标签从“Jack Spade, Warren Street, New York”过渡到简单的“Jack Spade”或“Jack Spade, New York”。著名的门店包括位于加利福尼亚州威尼斯阿博金尼大道的洛杉矶精品店和位于纽约市Warren Street的旗舰精品店。
Jack Spade独立的专用电子商务平台于2017年中期关闭，成为凯特丝蓓网站上一个名为“男士礼物”的包含16项商品的专区。2017年全年，在亚马逊上还有一个完整的产品线，包括煤袋、背包、钱包、小型皮具和服装等主要产品，但截至2018年6月，亚马逊似乎没有补充库存，而是对商品进行打折并使其永久售罄。